# NGC 2624
NGC 2624 é uma galáxia espiral (S) localizada na direcção da constelação de Cancer. Possui uma declinação de +19° 43' 34" e uma ascensão recta de 8 horas, 38 minutos e 09,6 segundos.
A galáxia NGC 2624 foi descoberta em 30 de Outubro de 1864 por Albert Marth.